# Preußische G 12
Die Gattung G 12 der Preußischen Staatseisenbahnen ist eine Baureihe von Güterzuglokomotiven mit der Achsformel 1’E. Sie ist der Vorgänger der ab 1926 gebauten Reichsbahn-Einheitslok-Baureihe 44 und gilt als erste in Deutschland einheitlich beschaffte Lokomotivgattung, da sie an Preußen, Baden, Württemberg und Sachsen geliefert wurde. Sie war ursprünglich als Kriegslok gedacht.

## Geschichte
Die G 12 wurde konstruiert, da es sich im Ersten Weltkrieg als sehr nachteilig für die Instandhaltung und Bedienung der Lokomotiven erwiesen hatte, dass jede Länderbahn ihre eigenen Lokomotivtypen hatte und es auch keine Normierung gab. Die Heeresbahnen brauchten eine schnelle, starke Güterzuglokomotive, die aber keine zu hohe Achslast besaß.
Die G 12 entstand auf Basis der Preußischen G 12.1 und einer von Henschel für die Anatolische Eisenbahn (CFOA) gebauten 1’E-Lokomotive (siehe Preußische G 12 (Bauart CFOA)).
Die Lokomotiven wichen in einigen Punkten von den bisherigen Prinzipien des preußischen Lokomotivbaus ab. So hatten sie erstmals einen durchgehenden Barrenrahmen und einen oberhalb des Rahmens angeordneten breiten Belpaire-Stehkessel mit großer Rostfläche.
Zwischen August 1917 und 1921 wurden von Preußen insgesamt 1.168 Exemplare dieses Typs beschafft (darunter auch Maschinen, die von den Heeresbahnen gekommen waren oder eigentlich für Elsaß-Lothringen bestellt waren). Die Reichseisenbahnen in Elsaß-Lothringen ließen 118, die Badische Staatsbahn 98, die Sächsische Staats-Eisenbahnen 62 und die Württembergische Staats-Eisenbahnen 43 Fahrzeuge bauen. Baden hatte 1920 zehn weitere Exemplare von der Preußischen Staatsbahn gekauft. Die letzten acht württembergischen Lokomotiven sollten zunächst mit preußischen Betriebsnummern in Dienst gestellt werden. Die letzten 20 sächsischen Lokomotiven wurden schon mit ihren Reichsbahnnummern geliefert.
Die sächsischen Lokomotiven wurden wie die Vorgängerbauart als Gattung XIII H bezeichnet; Baden und Württemberg übernahmen die preußische Bezeichnung G 12. Nur die Bayerischen Staatsbahnen selbst sowie die Eisenbahnen Mecklenburgs und Oldenburgs beschafften keine eigenen G 12 (in Bayern nutzte man jedoch schon zu Beginn der 1920er Jahre preußische Maschinen, im norddeutschen Flachland genügten noch kleinere Loks wie die pr. G 82); dennoch kann die G 12 als Vorläufer der Einheitsloks in Deutschland angesehen werden.
Die meisten Loks dieser Bauart wurden von der Reichsbahn übernommen. Dort erhielten sie folgende Betriebsnummern:
- Badische G 12: 58 201–225, 231–272, 281–303, 311–318
- Sächsische XIII H: 58 401–462
- Württembergische G 12: 58 501–543
- Preußische G 12: 58 1002–2143, (2144–2148).

Die 58 1001 war keine G 12, sondern eine in Deutschland verbliebene Maschine für die CFOA. Nur wenige Maschinen außer den 118 für die Reichseisenbahnen Elsaß-Lothringen gebauten Exemplaren wurden Teil der Abgaben nach dem Waffenstillstand von Compiègne. Sieben Maschinen kamen nach Belgien, wurden dort aber bald abgestellt, vier Exemplare 1931 nach Luxemburg abgegeben. Die französische Ostbahn übernahmen neun Stück, die sie relativ bald an die nunmehr französische AL weitergab. Die SNCF übernahm alle AL-Lokomotiven 1938 und reihte sie als SNCF 1-150 C 563 bis 689 ein. Aus den Waffenstillstandsabgaben nach Frankreich Ende 1918 übernahmen die neugegründeten polnischen Staatsbahnen (PKP) ein Exemplar. Die als Ty1-1 eingereihte Maschine diente als Muster und Hilfestellung für die Entwicklung eigener Lokomotiven. Die ab 1923 beschaffte PKP-Baureihe Ty23 entspricht in etwa einer verstärkten und nur mit zwei Zylindern ausgerüsteten G 12.
Um 1930 wurden sechs Maschinen auf Kohlenstaubfeuerung umgerüstet. STUG und AEG bewährten sich aufgrund ihrer komplizierten Mechanismen nicht gut. In den 1950er Jahren wurden bei der DR dann 55 G 12 auf die neue Kohlenstaubfeuerung Bauart Wendler umgebaut. Bis auf 58 1353 erhielten alle umgebauten Lokomotiven einen vierachsigen Tender. Später erhielt auch die 58 1353 einen Vierachser.
Im Zweiten Weltkrieg wurden die aus Polen übernommene Ty1-1 als 58 2144 und vier Maschinen aus Luxemburg, die die dortige Prinz-Bahn 1931/32 aus Belgien übernommen und als Reihe O geführt hatte, als 58 2145–2148 eingereiht. 1955 erhielten drei polnische Rückgabeloks, deren Reichsbahnnummer man zunächst nicht feststellen konnte, die Betriebsnummern 58 2144–2146 in Zweitbesetzung.
Die Deutsche Bundesbahn musterte ihre Exemplare bis 1953 aus. Bei der DR wurde die Baureihe 58 zur zahlenmäßig drittstärksten Baureihe. In Sachsen bildeten sie als stärkste Güterzugloks bis in die 1970er Jahre das Rückgrat im Güterverkehr. Sachsen hatte auch insgesamt 62 Loks bauen lassen, die später unter den Nummern 401 – 462 eingenummert wurden. Der Bestand der Baureihe 58 bei der DR verminderte sich von 496 Maschinen am 1. Juli 1950 auf 423 Loks zum 1. Juli 1965. Die Deutsche Reichsbahn hatte 1968 noch 300 Maschinen im Einsatz. Bei Einführung der EDV-Nummern im Jahr 1970 wurde bei den dreistelligen Betriebsnummern im Allgemeinen eine Eins an der Tausenderstelle eingefügt. Die letzten Lokomotiven wurden 1976 ausgemustert. 56 Lokomotiven wurden von der Deutschen Reichsbahn von 1958 bis 1962 zur Rekolok der Baureihe 58.30 umgebaut. Bis heute sind mit der 58 261 (Chemnitz-Hilbersdorf) und 58 311 (Ettlingen) zwei ehemals badische Altbaulokomotiven und mit 58  1616 (ehemaliger Dampfspender, Hermeskeil) eine Lokomotive preußischen Ursprungs in Deutschland erhalten geblieben.
Nach dem Zweiten Weltkrieg verblieben die 58 1669, 1746, 1767, 1904, 1917, 2122 und 2132 auf österreichischem Staatsgebiet. Die 58 1669 wurde 1949 an die DB zurückgegeben, die 58 1904 im Jahr 1951 ausgeschieden und die 58 1917 gelangte 1949 in die Sowjetunion. Die restlichen vier Maschinen bildeten unter Beibehaltung der Ordnungsnummer die ÖBB Reihe 658. Alle Maschinen wurden bis 1966 ausgemustert.
48 preußische sowie zwei badische G 12 waren nach 1945 in Jugoslawien verblieben, wo sie zunächst als 30-101 – 150 und später als 036-001 – 050 eingereiht wurden. Die 36-013 (ehemals 58 1226) ist im Eisenbahnmuseum Ljubljana ausgestellt.
Die bulgarische Staatsbahn BDŽ mietete während des Zweiten Weltkrieges Lokomotiven der Baureihe 58 an, insgesamt um die 100 Stück. Nicht alle Lokomotiven konnten vor Ende des Krieges wieder zurückgeführt werden. Die verbliebenen Exemplare wurden zunächst von der Roten Armee als deutsches Eigentum beschlagnahmt. Die BDŽ erwarb schließlich 1946 insgesamt 42 der verbliebenen Lokomotiven von der Sowjetunion und reihte sie als BDŽ-Baureihe 13 ein. Sie wurden bis Anfang der 1970er Jahre eingesetzt.
Die nach 1945 in Polen verbliebenen Lokomotiven bekamen die PKP Baureihenbezeichnung Ty1.
Die G 12 waren überwiegend mit Schlepptendern der Bauarten pr 3 T 20 oder pr 2’2’ T 31,5 ausgestattet. Die sächsischen XIII H liefen allerdings mit dem etwas größeren Tender sä 3 T 21, wodurch auch die Fahrzeuglänge stieg. Da beim Umbau auf Kohlenstaubfeuerung Wasserkastenvolumen verloren geht, wurden in der Nachkriegszeit hierfür nur große pr 2’2’ T 31,5 oder Einheitstender verwendet.
Mit einer Achslast von 16 Tonnen konnte die G12 in der Ebene die Grenzlast von 2.700 Tonnen mit 40 km/h schleppen. Damit kam sie fast an die Leistung der Reichsbahn-Nachfolger-Baureihe 44 heran. Die Reko-Version 58.30 war in der Ebene auf dem gleichen Leistungsniveau wie die Baureihe 44. Auf Steilstrecken mit einer Steigung von 1:40 betrug die Grenzlast 500 Tonnen.

### G 12 bei der Badischen Staatsbahn

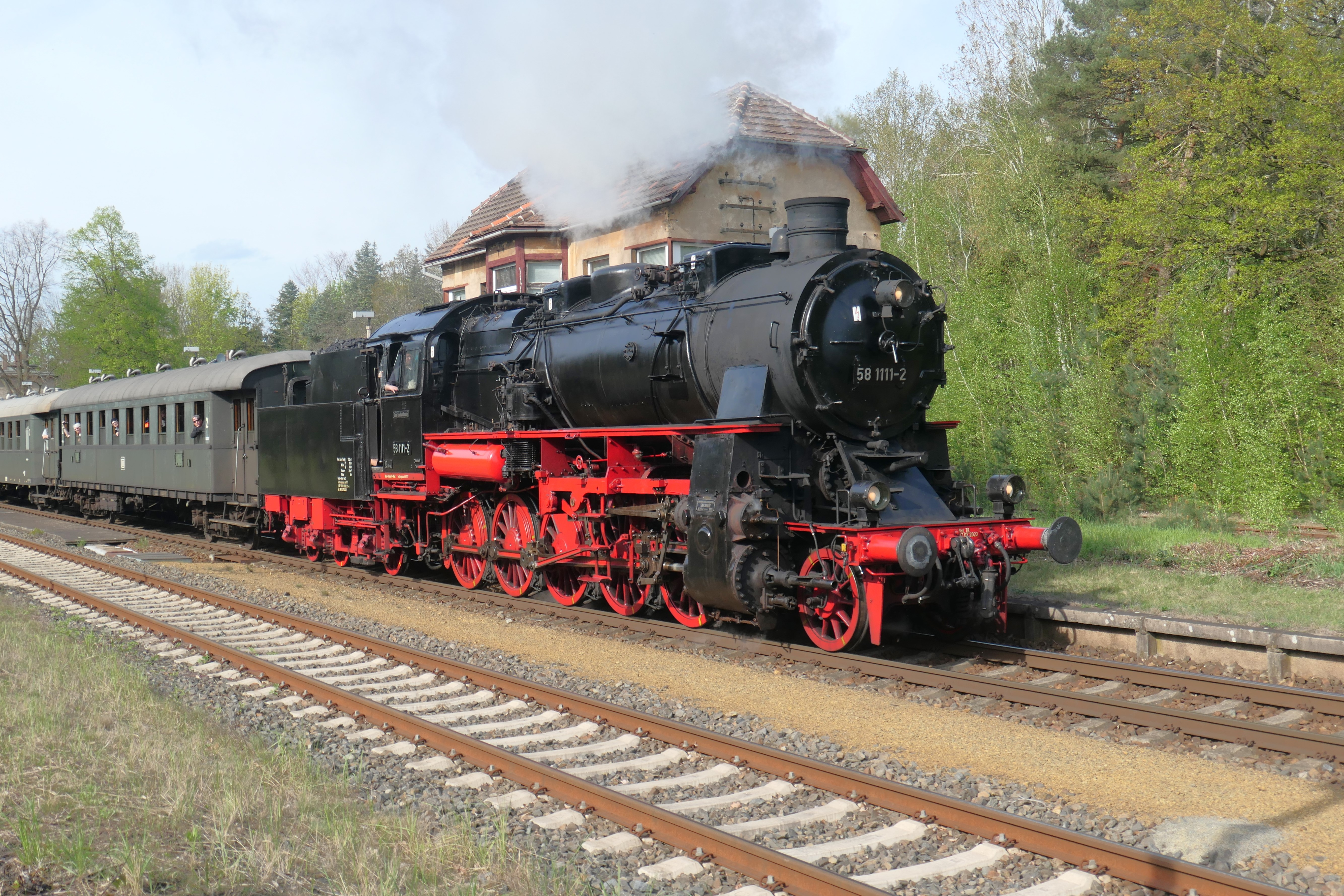
BadStB G 12 (58 311) als 58 1111 im Bahnhof Straßgräbchen-Bernsdorf

Die Badische Staatsbahn beschaffte ab 1918 98 Lokomotiven der Gattung G 12. Zehn Lokomotiven wurden von der Preußischen Staatsbahn erworben (ehemals Kattowitz 5555–5559 und Erfurt 5568–5572), 76 wurden zwischen 1918 und 1921 bei der Maschinenbau-Gesellschaft Karlsruhe gefertigt und zwölf kamen 1921 von Brown, Boveri & Cie. Die Lokomotiven erhielten die Bahnnummern 972–996, 1017–1081 und 1125–1132. Bei der Reichsbahn erhielten sie dann die Betriebsnummern 58 201–225, 58 231–272, 58 281–303 und 58 311–318.

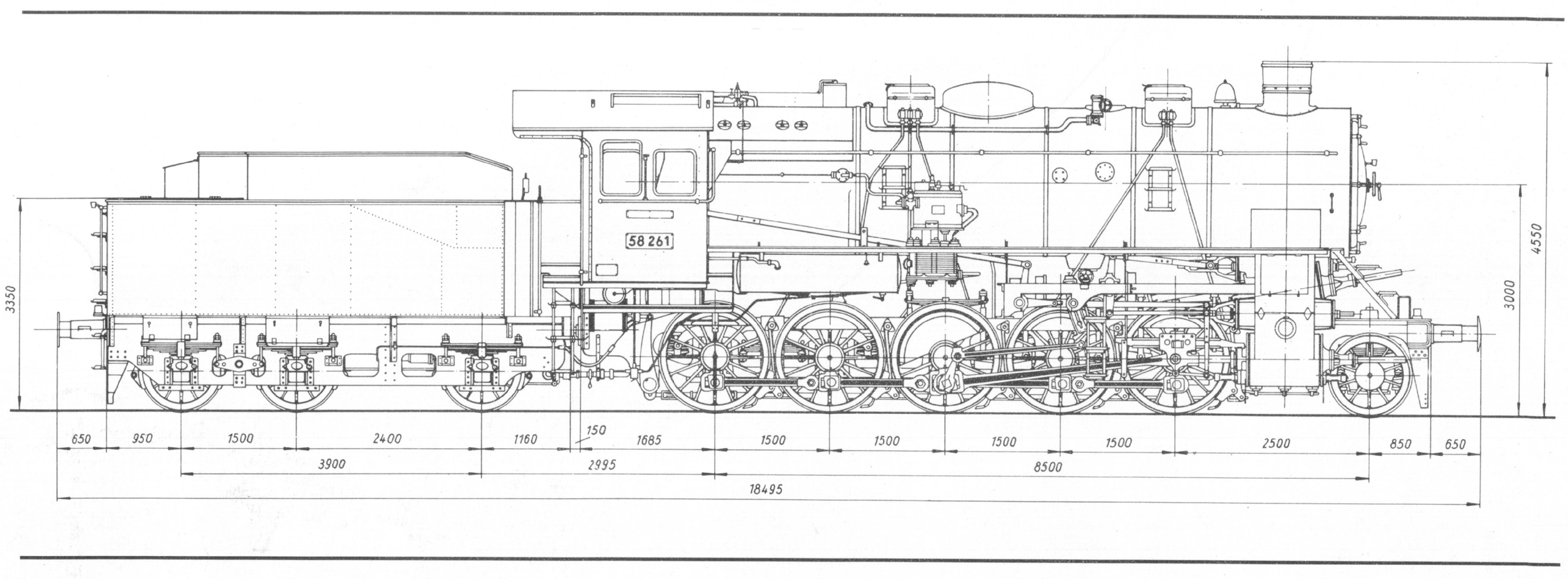
Ausschnitt einer technischen Zeichnung der Dampflokomotive Nummer 58 261 der Deutschen Reichsbahn

## Verbleib
Einige Lokomotiven der Baureihe sind als Museumsloks erhalten. Die Dampflok 58 311 im Besitz der Ulmer Eisenbahnfreunde ist mit Unterbrechungen seit 1985 fahrbereit. Sie wird für Museumsfahrten, Sonderfahrten und reguläre Baufahrten eingesetzt.

## Galerie

Sächsische XIII H Fabriknummer 1179 vor der Auslieferung im Jahr 1918 als Kulisse für ein Gruppenfoto
Sächsische XIII H Fabriknummer 1200 (um 1920)
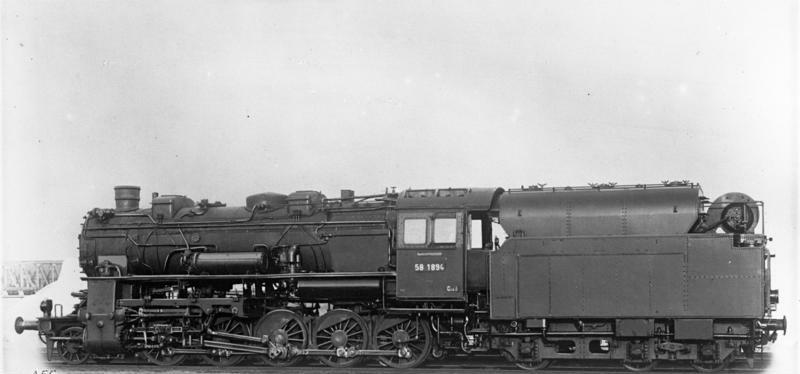
Kohlenstaublokomotive 58 1894 (April 1931)
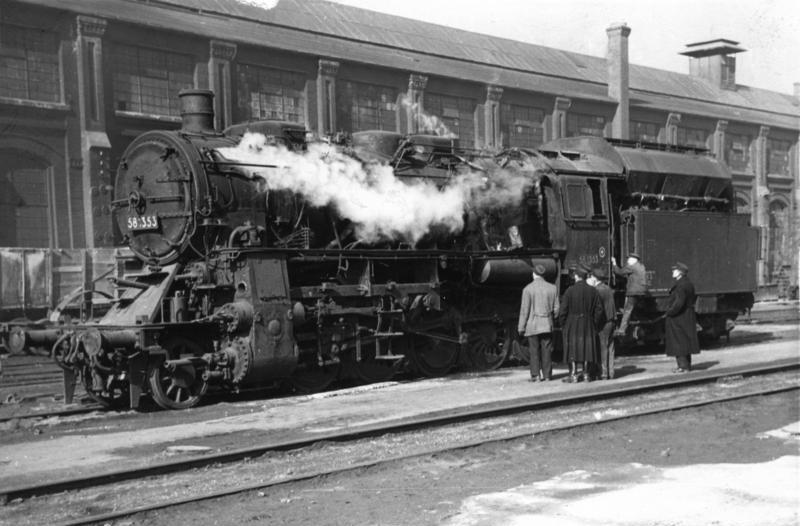
Kohlenstaublok 58 1353 (1949)
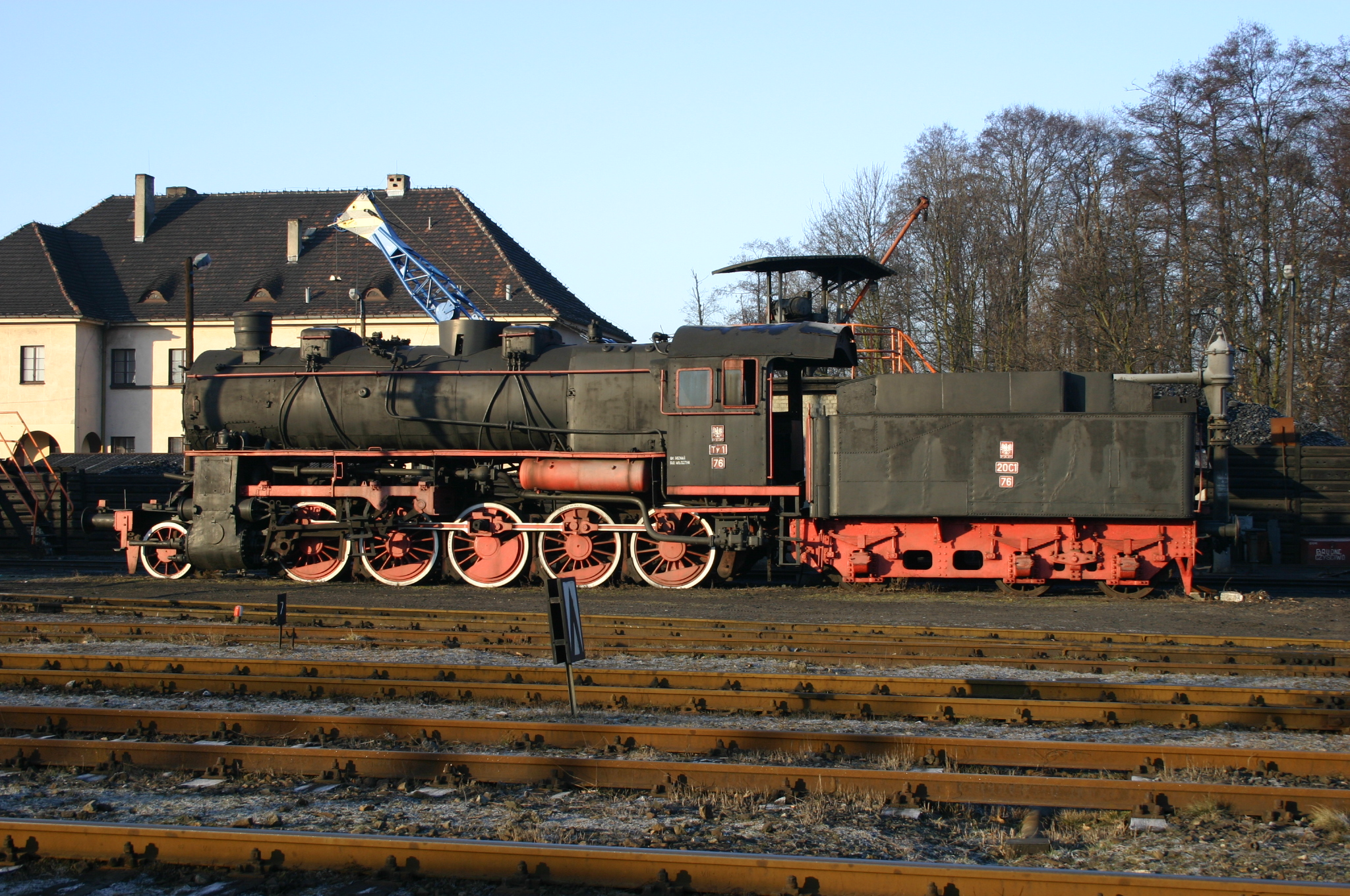
Ty 1-76 mit Tender 20C1-76
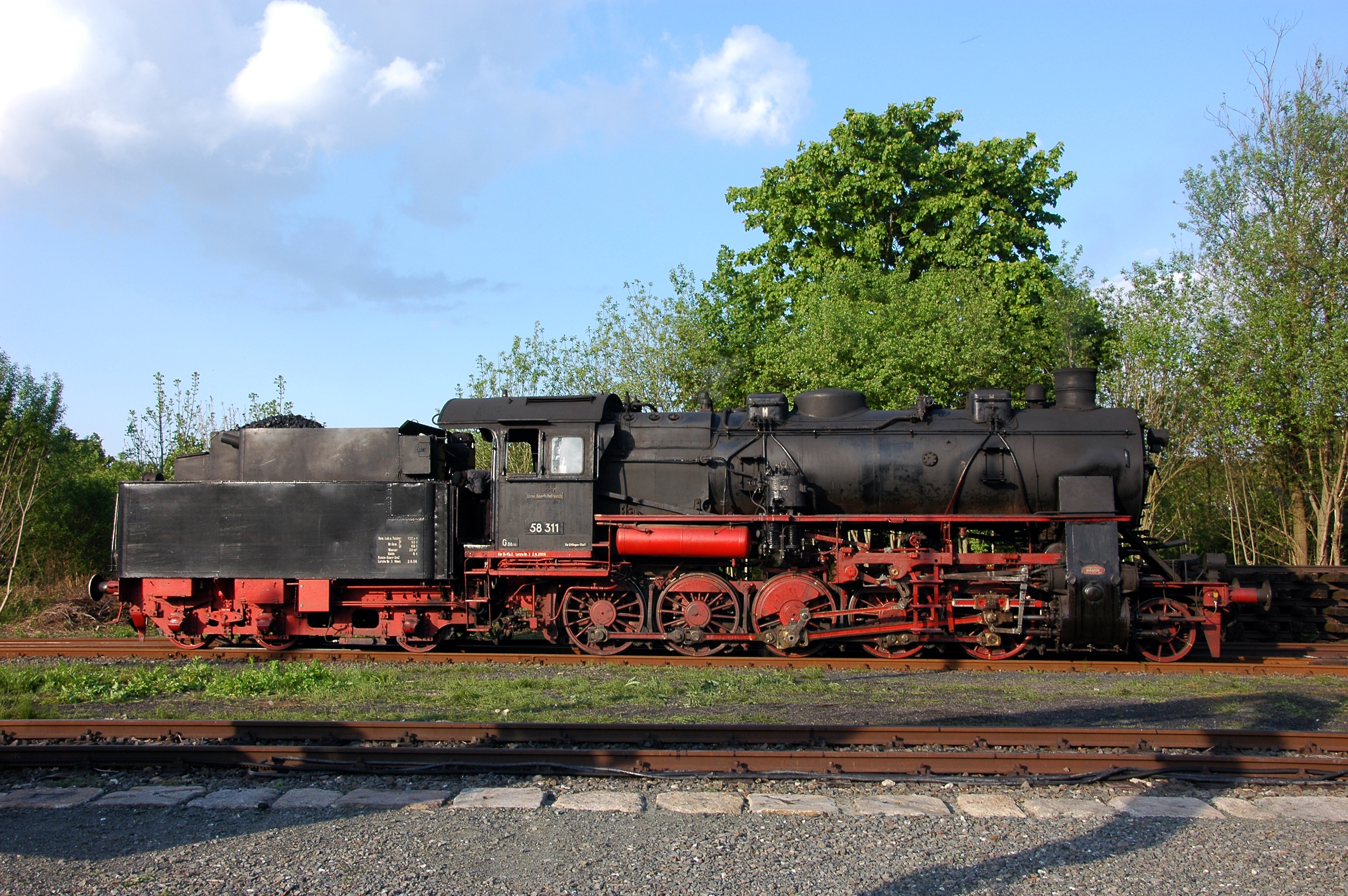
58 311 im DDM Neuenmarkt (2010)
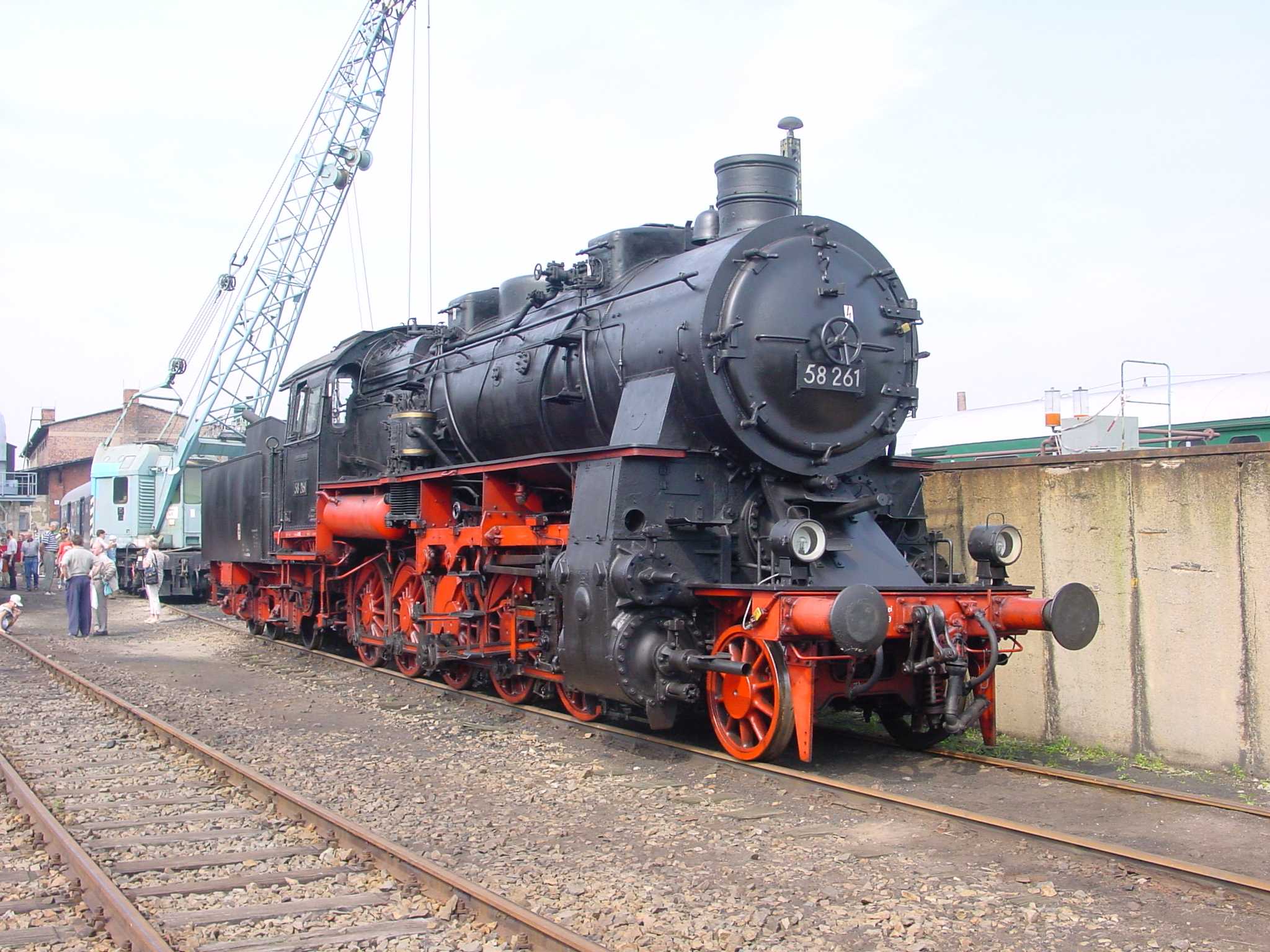
Dampflokomotive 58 261 auf dem Gelände des Sächsischen Eisenbahnmuseums in Chemnitz-Hilbersdorf
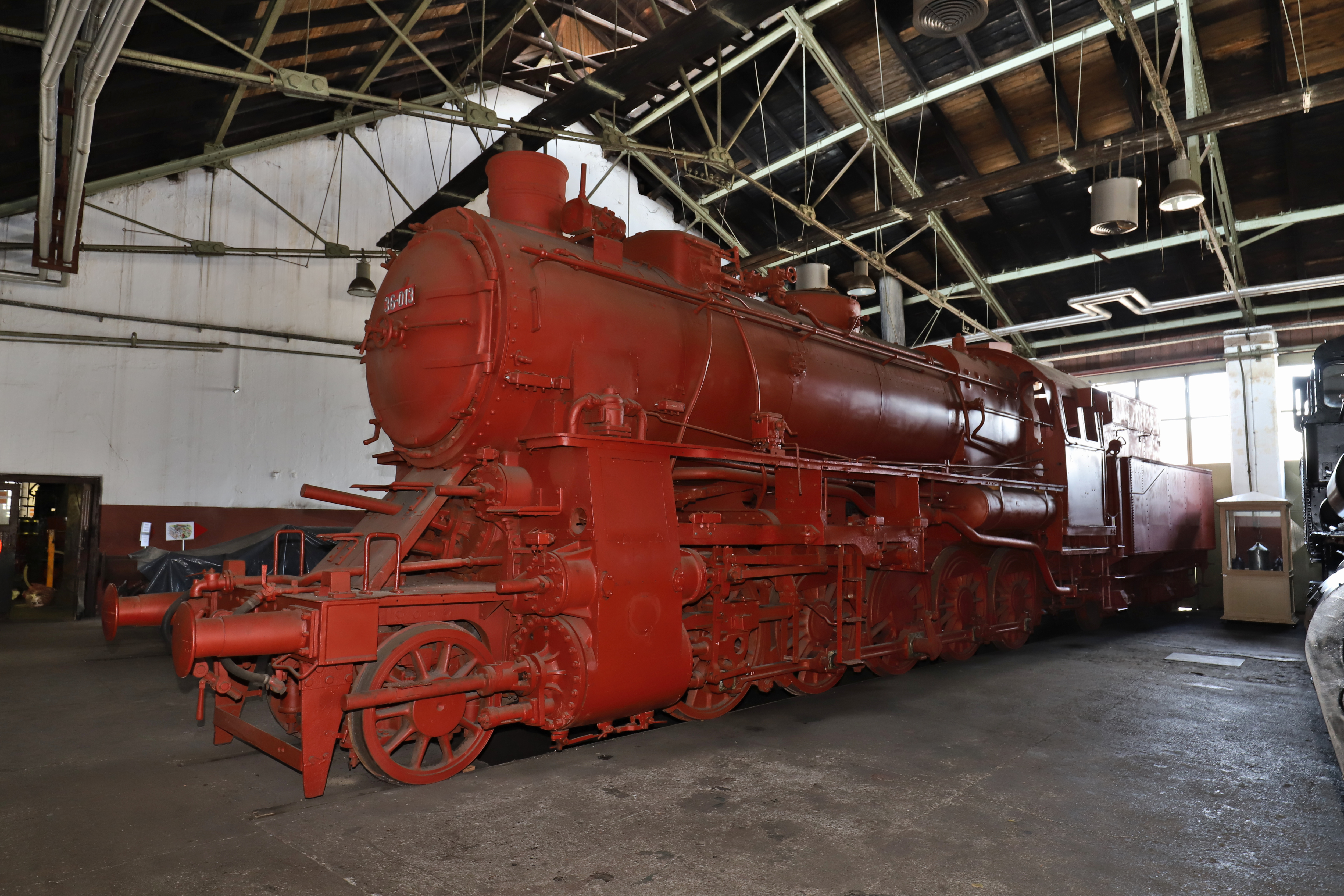
JŽ 36-013 mit Rostschutzanstrich im Ringlokschuppen des Eisenbahnmuseums Ljubljana